# Popometer
Das Popometer bezeichnet das Gesäß eines Fahrzeugführers oder Piloten, wenn es ihm Auskunft über Maschinenverhalten oder (bei Fahrzeugen) der Streckenbeschaffenheit gibt. Mit der Verwendung des Wortes wird der Einsatz des subjektiven Gefühls anstelle oder neben der Technik unterstrichen. Gemeint ist damit, dass der Bediener sich nicht nur auf die technischen Hilfsmittel verlässt, sondern auch seine eigenen Sinneswahrnehmungen und Erfahrungen einsetzt, bzw. darauf verstärkt achtet. Das scherzhaft verwendete Kompositum besteht aus dem umgangssprachlichen Wort Popo und der Messgerätebezeichnung -meter. 
Der Ausdruck ist vor allem unter deutschsprachigen Automobilsportlern sowie auch bei Motorrad- und Rennradfahrern sowie Bobsportlern verbreitet.  Ob dies bei Rennen helfen kann, ist umstritten.
In der Landwirtschaft oder beim Erdbau wird es für das Gespür im Steilhang verwendet, wie das Fahrzeug reagiert (Gespür, ob das Fahrzeug rutscht oder kippt).
Eine sehr wichtige Rolle spielt der Begriff auch bei Triebfahrzeugführern.
Die Erstverwendung des Begriffs ist ungesichert. Die englische Bezeichnung lautet seat-of-the-pants feel. Bei Piloten ist auch der Begriff »Sitzfleisch« verbreitet. Die wissenschaftliche Bezeichnung für die eigene Wahrnehmung von Körperbewegungen heißt Propriozeption.